# 卜王妃
元悼皇后卜氏（?—?），前赵末帝刘曜的妻子，儿子是刘胤。
她在刘曜即位前就去世了。318年，在靳准之乱中刘曜的母亲宣明太后胡氏遇难。刘胤流落到黑匿郁鞠的部落成了奴隶。刘胤在323年回到了刘曜的身边。刘曜追谥卜氏为元悼皇后。卜氏的兄弟卜泰为上光禄大夫、仪同三司、领太子太傅。封刘胤为永安王，署侍中、卫大将军、都督二宫禁卫诸军事、开府仪同三司、录尚书事，领太子太傅，号为皇子。